# Lobnitz & Company
Pour les articles homonymes, voir Lobnitz.
Lobnitz & Company était une entreprise de construction navale de la ville de North Renfrew, en Écosse au Royaume-Uni sur la rivière Clyde, à l'ouest du passage du ferry de Renfrew et à l'est de la confluence avec la rivière Cart. La famille Lobnitz vivait à Chapeltoun House dans l'East Ayrshire. Elle y a construit des dragues, des quais flottants, des bateaux de pêche, des remorqueurs et des bateaux de travail.

## Histoire
La société descend de la Coulburn Lobnitz & Company, fondée en 1874, et du chantier naval adjacent de William Simons & Co, fondé en 1860. Les deux constructeurs étaient spécialisés dans la construction de dragues et de barges-trémies (Marie-salope). Les deux sociétés ont fusionné en 1957 sous le nom de Simons-Lobnitz Ltd..
Face au déclin des activités, le chantier de Renfrew a finalement fermé en 1964 après la construction de quelque 1 300 dragues ainsi que de barges et de remorqueurs sur le site. Un exemple tardif survit : Le SS Shieldhall a été construit en 1954 comme un bateau de transport de boue d'eaux usées avec des moteurs à vapeur alternatifs, et fonctionnant maintenant comme un bateau de plaisance sur le Solent. Le William C. Daldy, un remorqueur à vapeur utilisé comme bateau de plaisance à Auckland, en Nouvelle-Zélande, qui a quitté la Clyde en 1935/1936, est également toujours à flot.

## Construction de navires de guerre
En outre, plus de soixante navires de guerre mineurs (sloops, corvettes, dragueurs de mines et navires de défense contre les barrages flottants) ont été construits par Lobnitz à Renfrew entre 1915 et 1945 pour la Royal Navy. L'un d'entre eux, le HMS Saxifrage (K04), a été construit en 1918 en tant que sloop de la classe Flower, qui était la première classe de navires de guerre anti-sous-marins spécialement construits. Il a été rebaptisé HMS President en 1921 et a servi de navire-école de la Royal Naval Reserve de la division de Londres jusqu'en 1988, avant d'être vendu à des particuliers. Il a survécu près du pont Blackfriars Bridge sur la berge Victoria de la Tamise à Londres, étant l'un des trois seuls navires de guerre britanniques de la Première Guerre mondiale encore en service.

## Lobnitz Marine Holdings
Le fonds de commerce et les commandes de la société ont été achetés en 1964 par Alexander Stephen and Sons, qui a fusionné avec Upper Clyde Shipbuilders en 1968. Simons-Lobnitz est réapparue après l'effondrement d'UCS en 1971 et continue à opérer en tant que société de conseil en ingénierie et architecture navale basée à Paisley, aujourd'hui appelée Lobnitz Marine Holdings.